# Gerti Bierenbroodspot
Gerti  Bierenbroodspot (Amsterdam, 9 mei 1940) is een Nederlandse beeldend kunstenaar, dichter en archeologe.

## Leven en werk
Bierenbroodspot volgde opleidingen aan de Amsterdamse Hogeschool voor de Kunsten, de Rijksakademie van beeldende kunsten in Amsterdam en het eveneens aldaar gevestigde Instituut Opleiding tot Tekenleraren. Zij begon te schilderen in het oude atelier van haar in 1941 overleden oom Leo Gestel in Huizerhoogt, een buurtschap in de gemeente Huizen (NH). Zij is onder meer werkzaam als schilder, tekenaar, etser en beeldhouwer, daarnaast ontwerpt ze ook gobelins en schrijft ze gedichten. Voor het cruiseschip Rotterdam van de Holland-Amerika Lijn maakte ze de wandschilderingen. Werk van Bierenbroodspot werd geëxposeerd in diverse plaatsen in Nederland. Buiten Nederland exposeerde zij onder meer in Brussel, New York, Amman en Beiroet.
Bierenbroodspot maakte jarenlang deel uit van het team archeologen dat onderzoek deed in de Jordaanse stad Petra. Ook in andere landen in het Midden-Oosten was zij betrokken bij archeologisch onderzoek. In 1995 werd zij geridderd door koning Hoessein van Jordanië. Zij werd in 1998 benoemd tot ereburger van de stad Baalbek in Libanon, waar ze woonachtig was. In 1999 werd ze benoemd tot ridder in de Orde van de Nederlandse Leeuw. In 2006 was zij lijstduwer voor de Partij voor de Dieren.
In mei 2019 zette ze met kinderen van vluchtelingen de muurschildering The great wall in de Lange Leidsedwarsstraat, Amsterdam.